# Colloque de Worms (1557)

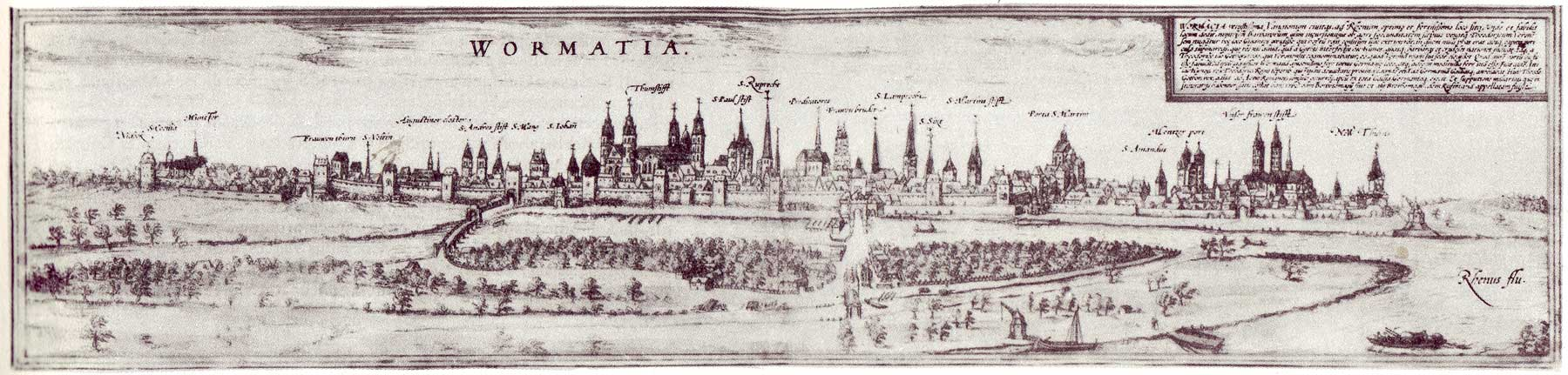
La ville de Worms en 1576

Le second colloque de Worms (1557) fut la dernière rencontre de haut niveau entre théologiens et évêques catholiques et protestants du Saint-Empire romain germanique pour surmonter les désaccords profonds sur certains aspects importants de la foi chrétienne. Convoqué par l’empereur Ferdinand Ier il n’aboutit à aucun accord. 

## Histoire
À la diète d’Augsbourg de 1555 – qui établit une certaine paix religieuse - il fut convenu que le dialogue sur les questions religieuses controversées serait poursuivi, d’autant plus qu’un premier colloque entre catholiques et protestants, à Worms (en 1540-1541), avait obtenu des résultats positifs entre autres sur la doctrine du ‘péché originel’.  Une résolution fut adoptée en ce sens en 1556, et le second colloque fut convoqué par l’empereur Ferdinand Ier pour qui une réconciliation entre protestants et catholiques dans ses états était une affaire nationale vitale. Le colloque se réunit effectivement du 11 septembre au 8 octobre 1557, à Worms.
L’évêque catholique de Mersebourg, Michael Helding, le théologien Johannes Gropper (plus tard cardinal), Rithovius, théologien de Louvain, et le jésuite Pierre Canisius rencontrèrent les théologiens protestants luthériens Philippe Mélanchthon, Johannes Brenz et Erhard Schnepf.
La discussion porta d’abord sur la relation entre la Bible et la Tradition (chrétienne) comme sources de Révélation divine. Lorsqu’ils abordèrent la doctrine de la justification Pierre Canisius, faisant allusion au conflit théologique qui opposait Mélanchton aux partisans de Matthias Flacius, fit valoir que les protestants ne s’entendaient pas entre eux sur la question et ne parvenaient pas à surmonter leurs différences. La réunion fut alors dissoute. Le colloque de la dernière chance fut un échec.  
Parmi les autres participants présents à ce colloque figuraient les catholiques Julius von Pflug, évêque de Naumburg, Nicolas Goudanus, jésuite hollandais et les protestants Caspar Schwenckfeld von Ossig, théologien silésien, Johann Pistorius l'Ancien, François Hotman, juriste calviniste français, Maximilien Mörlin, théologien allemand et Théodore de Bèze, théologien calviniste français.